# Steve Pieczenik
Steve Pieczenik (* 7. prosince 1943) je americko-kubánský spisovatel, nakladatel, psychiatr a autor psychologicko-politických napínavých knih a také spolutvůrce bestsellerů v sérii knih Tom Clancy's Op-Center a Tom Clancy's Net Force. Je také jedním krizových manažerů a vyjednavačů při záchraně rukojmí na světě. Jeho knihy jsou napsány na základě jeho dvacetiletých zkušeností při řešení mezinárodních krizí na americkém ministerstvu zahraničí pod čtyřmi různými ministry.
V současnosti[kdy?] je autorem a podporovatelem konspiračních teorií.

## Dětství
Narodil se na v Kubě, Havaně 7. prosince 1943 ruskopolským rodičům. Své brzké dětství strávil ve Francii. Jeho otec byl doktor z Dombroviczu, který studoval a pracoval v Toulouse ve Francii. Před Druhou světovou válkou utekl do Polska. Jeho matka, ruská Židovka z Białystoku v Polsku, která utekla do Evropy potom co většina její rodiny byla zabita.
Jeho rodiče se potkali v Portugalsku a přesunuli se do Francie. Poté co v Toulouse ve Francii žili 6 let, celá Pieczenikova rodina emigrovala na Kubu. Zde se narodil Pieczenik. Následně se přestěhovali do USA, kde se usadili v Harlem ve městě New York City.

## Vzdělání
Pieczenik ve své autobiografii tvrdí, že ve věku 16 let obdržel plné stipendium na Cornell University. Dále uvádí, že v roce získal 1964 bakalářský titul z pre-medicine (předstupeň studia lékařství) a psychologie na Cornell University a poté titul M.D. na Cornell University Medical College.
Během studia na Harvardské lékařské fakultě získal na MIT doktorát z mezinárodních vztahů. Pieczenik tvrdí, že je prvním psychiatrem, který kdy získal titul Ph.D. se zaměřením na mezinárodní vztahy. Během studia na Harvard Medical School. Byl oceněn cenou Harry E. Solomon za jeho práci "The hierarchy of ego-defence mechanisms if foreign decision making" (volný překlad: Hierarchie ego-obranných mechanismů v dělání zahraničních rozhodnutí).
Tato tvrzení byla novináři zpochybněna.
Pieczenik mluví plynně pěti jazyky, zahrnující ruštinu, španělštinu a francouzštinu.

## Kariéra
Roku 1974 nastoupil k United States Department of State jako asistující konzultant v restructuring of the Office for the Prevention of Terrorism (volný překlad: Kancelář restrukturalizace pro předcházení terorismu)
Sloužil jako asistent vládních náměstků a jako zkušený plánovač taktiky pod managementem těchto ministrů: Henry Kissinger, Cyrus Vance, George Schultz and James Baker.
Během svého působení jako státní úředník zužitkoval své unikátní schopnosti a svou odbornost k vytváření strategií a taktik, které sloužily jako nástroj k řešení významných konfliktů v Asii, na Středním východě, v Latinské Americe, Evropě a Spojených státech.
Pod ministry Kissingerem and Vancem byl hlavním řešitelem mezinárodních krizí a vyjednavačem při záchraně rukojmí. Během této doby si vytvořil techniky pro řešení konfliktů, které byly nástrojem k zachránění více než 500 životů během např. těchto událostí: unesení letu TWA 355 v Chorvatsku, únosy OOP a dalších incidentů, ve kterých účinkovali teroristé jako Idi Amin, Muammar Kaddáfí, Carlos, FARC, Abu Nidal and Saddám Hussajn.
Dr. Pieczenik pomohl vytvořit vyjednávací strategie pro důležité americko-sovětské sumity o odzbrojení. Byl také zapojený do porady významných úředníků o důležitých psychologicko-politických dynamických smírných taktikách pro úspěšný tým prezidenta Jimmyho Cartera. Byl i poradcem Ministerstva bezpečnosti.
V začátkách 80. let napsal článek pro The Washington Post ve kterém říkal, že slyšel Senior U.S official in the Deparment of State Operations Center dát povolení k útoku který vedl k smrti U.S. ambasadora Adolpha Dubse v Kabulu v Afghánistánu roku 1979.
1982 byl zmíněn ve článku v The New York Time jako "psychiatr kdo léčil C.I.A. zaměstance". V personální kapacitě byl Pieczenik přidružen jako psychiatr s National Institute of Mental Health.
V roce 2001 operoval jako výkonný ředitel Strategic Intelligence Associates, conzultant firmy. V říjnu 2012 byl zapsán na seznam členů Council on Foreign Relations (CFR), ale někdy mezi 6. říjnem a 18. listopadem 2012 bylo jeho jméno odstraněno z CFR seznamu.
Od roku 1979 je konzultant pro United States Institute of Peace a RAND Corporation. Také učí na National Defence University.
Rozjel několik úspěšných společností, zaměstnávajíc své metody v různých oborech, mj. investičním bankovnictví, publikování a v televizi a filmu.

## Kontroverze
V roce 1992 Pieczenik pro deník Newsday uvedl, že podle jeho názoru prezident George Bush trpěl klinickými depresemi. Za toto nepodložené tvrzení byl potrestán Americkou psychiatrickou asociací. Následně tuto asociaci opustil.
Pieczenikem uváděná role, kterou měl sehrál při jednáních o propuštění Alda Mora, italského politika uneseného Rudými brigádami, je značně rozporuplná.

#### Alex Jones
Pieczenik se několikrát objevil na InfoWars, webové stránce vlajkové lodi krajně pravicového konspiračního teoretika Alexe Jonese, kde opakovaně tvrdil, že ke střelbě na základní škole Sandy Hook nedošlo a že událost byla zinscenována jako operací „pod falešnou vlajkou“ aktivisty pro omezení zbraní a že útoky z 11. září provedli agenti CIA.

## Dílo
Pieczenik psal pod jménem Alexander Court. Pod tímto jménem napsal Active Measures (2001) nebo Active Pursuit (2002)
Napsal dva články publikované American Court for writing, kritizovaný od National Military Inteligence Association.

### Jeho romány
- The Mind Palace (1985)
- Blood Heat (1988)
- Hidden Passions (1991)
- Maximum Vigilance (1992)
- Pax Pacifica (1995)
- State of Emergency (1997)
- Active Measures (2001) (writing as Alexander Court)
- My Beloved Talleyrand: The Life of a Scoundrel By His Last Mistress (2005) (with Roberta Rovner-Pieczenik)
- Terror Counter Terror (2007)

### Spolutvůrce těchto sérií

#### Tom Clancy's Op-Center
- Op-Center (1995) (with Tom Clancy)
- Mirror Image (1995) (with Tom Clancy and Jeff Rovin)
- Games of State (1996) (with Tom Clancy)
- Acts of War (1996) (with Tom Clancy)
- State of Siege (1999) (with Tom Clancy and Jeff Rovin)
- Divide and Conquer (2000) (with Tom Clancy and Jeff Rovin)
- Call to Treason (2004) (with Tom Clancy and Jeff Rovin)
- War of Eagles (2005) (with Tom Clancy and Jeff Rovin)

#### Tom Clancy's Net Force
- Net Force (1998) (with Tom Clancy, Steve Perry)
- Hidden Agendas (1999) (with Tom Clancy)
- Night Moves (1999) (with Tom Clancy)
- Breaking Point (2000) (with Tom Clancy, Steve Perry)
- Point of Impact (2001) (with Tom Clancy, Steve Perry)
- Cybernation (2001) (with Tom Clancy, Steve Perry)

#### Tom Clancy's Net Force Explorers
- One Is the Loneliest Number (1999) (with Tom Clancy, Diane Duane)
- Own Goal (2002) (with Diane Duane)

#### Ne-fiktivní díla
- My Life Is Great. Why Do I Feel So Awful? (1990)

### Filmy
- Netforce (159 minut)
- Op Center (170 minutes)